# San Francisco de Asís de Yarusyacán (distrito)
San Francisco de Asís de Yarusyacán é um dos distritos da província de Pasco Peru, departamento de Pasco, localizada na província de Oxapampa.

## Transporte
O distrito de San Francisco de Asís de Yarusyacán é servido pela seguinte rodovia:
- PE-3N, que liga o distrito de La Oroya (Região de Junín) à Puerto Vado Grande (Fronteira Equador-Peru) no distrito de Ayabaca (Região de Piura)
- PA-104, que liga o distrito de Chaupimarca à cidade de  Pallanchacra [2][3][4]